# Robert Hart, I Baronetto
Sir Robert Hart, I Baronetto (Portadown, 20 febbraio 1835 – 20 settembre 1911) è stato un diplomatico britannico.

## Biografia
Era il figlio di Henry Hart (1806-1875), operaio di distillerie, e di sua moglie, Ann Edgar, figlia di un contadino. Studiò alla Queen's University di Belfast.

## Carriera

### Cina
Nella primavera del 1853 l'università lo nominò al British Foreign Office come interprete per il servizio consolare cinese. Dopo l'arrivo a Hong Kong, è stato inviato nel mese di settembre 1854 al vice-consolato a Ningpo. Quando una controversia scoppiò tra i consolati inglesi e portoghesi, a Robert venne data la responsabilità di gestire il consolato per diversi mesi. Dopo la calma venne nominato nel marzo 1858, come segretario ai Commissari alleati che governano Canton.
Il suo primo incarico era sotto Sir Harry Parkes, poi, nel mese di ottobre 1858, è stato promosso al Consolato britannico come interprete agli ordini di Sir Rutherford Alcock. Nel 1859 le autorità cinesi chiesero che Hart stabilisse una amministrazione doganale a Canton, simile a quello già istituito a Shanghai sotto Horatio Nelson Lay. Quando Lay andò in congedo (non debitamente autorizzata) nel marzo 1861, nominò Hart e Fitzroy congiuntamente suoi deputati a Shanghai.

### Ispettore generale
Nel 1863 venne nominato ispettore generale della China's Imperial Maritime Custom Service (IMCS), le cui principali responsabilità includevano la riscossione dei dazi doganali per il governo cinese, così come espandere il nuovo sistema a più porti marittimi e fluviali e alcune frontiere interne, standardizzando le sue operazioni, e insistendo sugli alti standard di efficienza e onestà. I suoi metodi ha portato al miglioramento delle strutture portuali e di navigazione della Cina.
Hart era noto per le sue capacità diplomatiche, e fece amicizia con molti funzionari cinesi e occidentali. Questo lo ha aiutato a dirigere operazioni doganali senza interruzioni anche durante i periodi di turbolenza. Nel 1885, Hart aveva anche chiesto di diventare ministro plenipotenziario a Pechino, al ritiro di Sir Thomas Wade. Rifiutò l'onore, dopo quattro mesi di esitazione.

## Vita famigliare
Nel 1857 prese una concubina cinese, Ayao, con il quale ha avuto tre figli, Anna, Herbert e Arthur Hart, e per i quali ha sviluppato genuino affetto e rispetto. Una volta nominato ispettore generale nel 1863, si rese conto che doveva trovare una moglie rispettabile e ai tre figli trovò una casa a Londra. Corteggiò e sposò Hester Bredon di Portadown, figlia del medico di sua zia, dalla quale ebbe tre figli, Evelyn, Robert e Mabel, ma Hart non passò molto tempo con loro, in quanto ripartirono per l'Inghilterra nel 1876.
Ebbe molti figli illegittimi. Nel suo ultimo decennio, fu costretto a riconoscerli per legge. Dopo il 1882 visse una vita da celibe, ma aveva profonde amicizie con molte ragazze e donne.

## Morte
Hart mantenne la sua carica fino al 1910, anche se aveva lasciato la Cina in congedo nel mese di aprile 1908. Morì il 20 settembre 1911, dopo un calo cardiaco a seguito di un attacco di polmonite. Fu sepolto il 25 settembre 1911 a Bisham, nel Berkshire.